# 蒙德马桑区
蒙德马桑区（法語：arrondissement de Mont-de-Marsan）是法国朗德省所辖的一个区。总面积6048.4平方公里，总人口181294，人口密度30人/平方公里（2018年）。主要城镇为蒙德马桑。

## 辖区
蒙德马桑区辖有178个市镇。